# Waptia
La waptia (gen. Waptia) è un artropode estinto, vissuto nel Cambriano inferiore e medio (tra 525 e 505 milioni di anni fa). I suoi resti sono stati ritrovati nel giacimento di Burgess Shales in Columbia Britannica (Canada) e in quello di Maotianshan (Cina).

## Descrizione
Questo animale era simile a un gamberetto, e probabilmente rappresenta uno dei più antichi crostacei noti. È possibile che la Waptia, lunga circa sei centimetri, fosse un organismo nuotatore, che si spostava grazie alle branchie e alla lunga coda dotata di telson. Le deboli appendici boccali, però, suggeriscono che questo organismo passava gran parte del suo tempo sul fondale marino, movendosi sulle lunghe zampe articolate e procacciandosi il cibo nel sedimento. I molti fossili rinvenuti nel giacimento di Burgess indicherebbero che Waptia era meno adatta a nuotare rispetto ad altri animali simili (come Perspicaris) e probabilmente veniva travolta dalle frane sottomarine più spesso degli animali tipicamente nuotatori.

## Scoperte
I primi esemplari di waptia furono rinvenuti negli anni '10 da Charles Doolittle Walcott a Burgess Shales; la specie venne denominata Waptia fieldensis. Il nome Waptia deriva dal monte Wapta, dove sono stati rinvenuti i fossili; l'epiteto specifico, fieldensis, deriva dalla vicina cittadina di Field. Più di recente, una nuova specie (W. ovata) venne ritrovata nel giacimento di Maotianshan in Cina.